# Вордпрес
Вордпрес (енгл. WordPress) је систем за управљање садржајем отвореног кода заснован на програмском језику PHP и MySQL бази података. Вордпрес располаже великим бројем шаблона, има могућност лаке и напредне надоградње. Од 10 милиона најпосећенијих веб-сајтова, Вордпрес користи њих 27,5% што га сврстава у један од најпопуларнијих систем за уређивање садржаја на Интернету, и користи се на скоро 60 милиона веб сајтова, што чини око 17% укупног броја веб-сајтова на Интернету.
Прва верзија Вордпреса је објављена 27. маја 2003, а написали су је Мет Маленвег и Мајк Литл. Од децембра 2011, трећа верзија је преузета преко 65 милиона пута.

## Историја
b2/cafelog, познатији само као b2 или cafelog је био претходник Вордпресу. Процењује се да је у мају 2003. било око 2.000 блогова које је покретао b2. Био је написан у PHP-у и користио MySQL базу података, а развио га је Мишел Валдраја (енгл. Michel Valdrighi), који сада учествује у развоју Вордпреса. Иако је Вордпрес званични наследник, још један пројекат, b2evolution, је такође у активном развоју.
Вордпрес се први пут појавио 2003. као заједнички рад Мета Маленвега и Мајка Литла (енгл. Mike Little), као жеља за квалитетном и свима доступном платформом за лично издаваштво, базираном на PHP-у и MySQL-у. Име Вордпрес је дала Маленвегова пријатељица, Кристин Тремулет (енгл. Christine Tremoulet).
Године 2004. супарнички блог софтвер, Movable Type, променио је услове коришћења, што је допринело да велики број корисника почне да користи Вордпрес.

## Вордпрес верзија 5.0
Након недавног објављивања Вордпрес 5.0, Бебо је раније био познат као ‘Project Gutenberg’. Вордпрес је ревидирао начин на који подразумевани едитор уређује садржај унутар страница и постова. Сада користите оно што се зове блок-базирани уредник који омогућава корисницима да модификују свој приказани садржај на много више прилагођен за кориснике од претходних итерација. Претходни садржај креиран на Вордпрес страницама је наведен под класичним блоком.

## Додатак класичном уређивачу
Класични плaгин за уређивање је креиран као резултат корисничких преференција и као начин на који програмери веб локација одржавају претходне додатке који су компатибилни само са Вордпрес 4.9.8 и дају додатним програмерима времена да ажурирају своје додатке и буду компатибилни са издањем 5.0. Након инсталирања додатка ‘Classic Editor’, "класично" искуство уређивања које Вордпрес има док се не обнови Вордпрес 5.0. Класични плaгин за уређивање ће бити подржан најмање до 2022.

## Особине
Вордпрес користи систем веб шаблона путем процесора шаблона.

### Теме
Корисници Вордпреса могу инсталирати и мењати теме. Теме дозвољавају корисницима да промене изглед и функционалност свог Вордпрес сајта или инсталације без промене садржаја. Теме се могу инсталирати преко Вордпресове Контролне табле или отпремањем датотеке теме путем FTP протокола за пренос датотека. PHP и HTML кодови у темама такође могу бити уређивани за напреднија подешавања.

### Додаци
Једна од веома популарних особина Вордпреса је његова богата архитектура додатака која дозвољава корисницима и програмерима да прошире могућности Вордпреса преко његових особина садржаних у основној инсталацији; Вордпрес има базу од преко 22.000додатака са широким опсегом функционалности - од оптимизације за претраживаче до додавања виџета.

### Виџети
Виџети су мали модули који корисницима нуде превлачење садржаја у бочни део и имплементацију многих проширених могућности додатака. Виџети омогућују програмерима да додају веб-сајтовима функционалност, као што су клизни садржаји, галерије и слично.

### Примери Вордпрес вебсајтова на српском језику
- Феед
- Блогопен